# Râul Jirnău
Râul Jirnău este un curs de apă, al șaptelea afluent de stânga (din nouă) al râului Almaș (Someș), care este, la rândul său, al patrusprezecelea afluent de stânga din treizeci ai râului Someș.

## Generalități
Râul Jirnău izvorăște din Munții Meseș, se găsește integral în Județul Sălaj, nu are afluenți semnificativi și trece doar prin localitatea Racâș, unde se varsă apoi în emisarul său, Almaș.

## Hărți
- Harta interactivă - județul Sălaj  Arhivat în 5 septembrie 2009, la Wayback Machine.